# Estación Covadonga
Covadonga (originalmente La Placilla o Placilla) fue una estación y posterior paradero del ferrocarril ubicada en la localidad de La Chimba y Placilla, comuna de La Ligua, en la región de Valparaíso de Chile. Fue parte del longitudinal norte, siendo la primera estación del longitudinal norte en su trayecto costa, siendo parte del ferrocarril de estación Rayado a estación Papudo y estación Quinquimo a estación Trapiche.

## Historia
Los estudios para la construcción de esta estación comenzaron en 1887 y comenzaron los procesos de construcción en 1908. La estación fue construida con el fin de entregar una opción de transporte a la población de aproximadamente 2000 personas que vivían en la zona; además de ser punto de carga de productos agrícolas producidos en los alrededores.
La estación, junto con el ramal fue abierto a operaciones en 1910. La estación estuvo durante un tiempo cerrada, pero en 1945 vuelve a abrir como un nuevo paradero. Los servicios de pasajeros fueron suprimidos en 1963.
Actualmente la estación se halla cerrada, no quedan rastros de la línea o de la estación. Sin embargo, en mayo de 2019 el Departamento de Deportes de la Municipalidad de La Ligua y el Ministerio de las Culturas, las Artes y el Patrimonio organizaron la cicletada "La Ligua en bicicleta" que pasó por varios puntos históricos ferroviarios comunales, entre ellos los restos de la estación Covadonga. El evento estuvo enmarcado dentro del día del Patrimonio de Chile.